# Cayratia apoensis
Cayratia apoensis là một loài thực vật hai lá mầm trong họ Nho. Loài này được (Elmer) Quisumb. miêu tả khoa học đầu tiên năm 1944.